# The Ellen DeGeneres Show

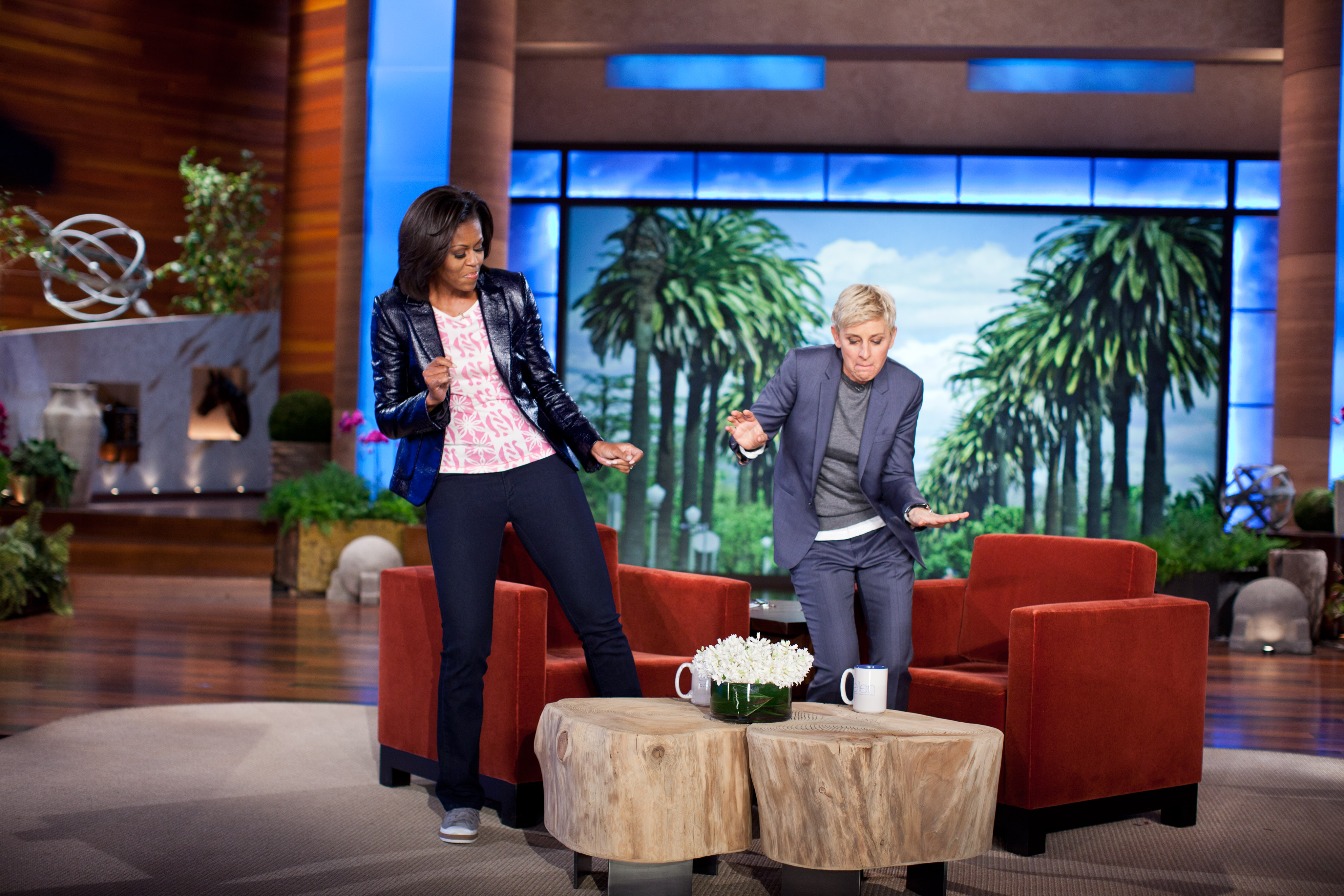
Michelle Obama jako gość programu w 2012 roku

The Ellen DeGeneres Show – amerykański talk-show prowadzony przez Ellen DeGeneres. Był emitowany od 8 września 2003 roku do 26 maja 2022 i był produkowany przez Telepictures, spółkę zależną Warner Bros. Television. Program jest nadawany w syndykacie telewizyjnym w Stanach Zjednoczonych i Kanadzie, co jest powszechną metodą w Ameryce Północnej, przy czym w każdym regionie program był emitowany przez innego nadawcę telewizyjnego za opłatą praw do transmisji dla producenta.
Program otrzymał 171 nominacji oraz wygrał 61 nagród Daytime Emmy Award do 2019 roku. The Ellen DeGeneres Show zdobył także 17 nagród People's Choice Awards. Kanał YouTube talk-show znajduje się w 30 najczęściej subskrybowanych kanałów YouTube (ponad 37 mln subskrypcji). 21 maja 2019 roku DeGeneres ogłosiła, że podpisała kontrakt na kolejne trzy lata, przedłużając program do 2022 roku.

## Koncepcja programu
Ellen DeGeneres rozpoczynała show monologiem, w którym humorystycznie opowiadała o Bogu i świecie, a następnie publiczność tańczyła przy muzyce granej przez DJ-a, była to jedna z cech charakterystycznych tego talk-show.
Do rozmowy z Ellen zapraszani byli nie tylko ludzie ze świata show biznesu, ale także osoby lub dzieci o specjalnych talentach. Publiczność w studio i przed telewizorem była również włączana do programu poprzez gry i różne działania (takie jak proszenie o szczególnie nieudane zdjęcia i filmy, ulubione przepisy lub dziwne znaleziska).

## Kontrowersje
W 2020 roku w mediach pojawiły się informacje, jakoby prowadząca program Ellen DeGeneres miała dopuszczać się mobbingu, poniżania i rasizmu wobec ekipy pracującej przy produkcji. Kontrola WarnerMedia potwierdziła te doniesienia, zaś prowadząca na początku 18. serii programu przeprosiła za swoje zachowanie.